# Hauptstadtdistrikt
Ein Hauptstadtdistrikt (Hauptstadtgebiet, Hauptstadtterritorium) ist eine spezielle Verwaltungseinheit, welche die Hauptstadt eines Staates enthält. 
Gründe für die Einrichtung eines Hauptstadtdistrikts können folgende sein:
- Die Hauptstadt hat eine Sonderfunktion, und diese soll durch Abgrenzung gegenüber den anderen Regionen hervorgehoben werden.
- Kein Landesteil sollte einen Vor- oder Nachteil (im Wettbewerb und/oder in Bezug auf Fördermittel) haben, nur weil sich auf seinem Gebiet die Hauptstadt befindet.
- Die Hauptstadt sollte zu allen anderen Regionen in politischer Hinsicht ein neutrales Verhältnis haben.
- Kein Landesteil sollte die Möglichkeit bekommen, direkt in die Staatspolitik einzugreifen.
- Kompetenzkonflikte sind rigoros ausgeschlossen. Z. B. wird von vornherein ausgeschlossen, dass Regionalbehörden (z. B. Baupolizei) Hoheit über Einrichtungen des Gesamtstaats (z. B. Sperrung des Parlamentsgebäudes vor einer wichtigen Sitzung) erhalten.

Ein Hauptstadtdistrikt, der ein bundesunmittelbares Gebiet in einem föderativen Staat bildet, wird häufig auch als Bundesdistrikt bezeichnet. 

## Bundesdistrikte in föderativen Staaten
- Australien
  - Canberra im Australian Capital Territory
- Brasilien
  - Rio de Janeiro im Distrito Federal do Brasil (1889–1960)
  - Brasília im Distrito Federal do Brasil (seit 1960)
- Indien
  - Unionsterritorium Delhi
    - Neu-Delhi (Hauptstadt) und
    - Delhi
- Malaysia
  - Kuala Lumpur (Hauptstadt)
  - Putrajaya (Regierungssitz)
- Nigeria
  - Abuja im Federal Capital Territory
- Pakistan
  - Islamabad
- Turkmenistan
  - Aşgabat
- USA
  - Washington, D.C. im District of Columbia
- Venezuela
  - Caracas im Distrito Federal de Venezuela

## Hauptstadtdistrikte in Einheitsstaaten
- Brasilien 1834–1889
  - Rio de Janeiro („Neutrale Stadt“ / Município Neutro)
- Kolumbien
  - Bogotá in einem Distrito Capital
- Mongolei
  - Ulaanbaatar

## Hauptstädte in regulären Verwaltungseinheiten
Keine Hauptstadtdistrikte sind Hauptstädte, die reguläre Verwaltungseinheiten der höchsten Stufe bilden oder diesen angehören: 
- Bosnien-Herzegowina
  - Sarajewo (Stadtgemeinden)
- Frankreich
  - Paris (reguläres Département)
- Kroatien
  - Zagreb
- Syrien, Arabische Republik
  - Damaskus (reguläres Gouvernement)
- Republik China (Taiwan)
  - Taipeh (regierungsunmittelbare Stadt)
- Tschechien
  - Prag
- Volksrepublik China
  - Peking (regierungsunmittelbare Stadt)

## Gliedstaaten in föderalen Staaten
Ebenfalls keine Hauptstadt- oder Bundesdistrikte sind Hauptstädte, die in föderalen Staaten eigenständige Gliedstaaten o. Ä. bilden, wie z. B.: 
- Argentinien
  - Buenos Aires, seit 1994 als Ciudad Autónoma de Buenos Aires als Gliedstaat autonom[1], davor bundesunmittelbarer Distrikt
- Belgien
  - Region Brüssel-Hauptstadt
- Deutschland
  - Berlin
- Mexiko
  - Mexiko-Stadt, seit 2016 autonom[2], davor Distrito Federal (meist als México D.F. bezeichnet)
- Österreich
  - Wien
- Russland
  - Moskau